# 蒙布雷
蒙布雷（法語：Montbré，法語發音：[mɔ̃bʁe]）是法国马恩省的一个市镇，位于该省西北部，属于兰斯区。

## 地理
蒙布雷（49°11'34"N, 4°2'29"E）面积3.08 平方千米，位于法国大東部大區马恩省，该省份为法国东北部内陆省份，北起阿登省，西北接埃纳省，西南接塞纳-马恩省，南至奥布省，东南接上马恩省，东临默兹省。
与蒙布雷接壤的市镇（或旧市镇、城区）包括：特鲁瓦皮、尚弗勒里、里伊拉蒙塔涅、泰西、维莱阿勒朗。

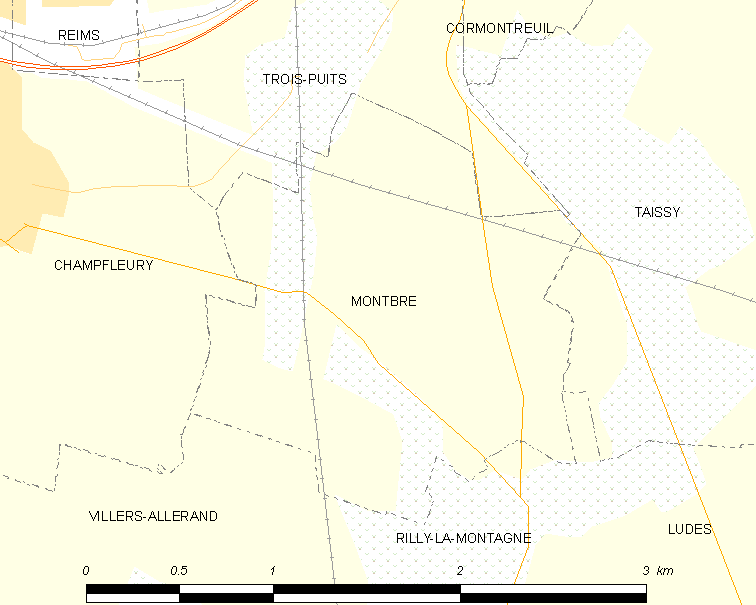
蒙布雷的OSM定位图

蒙布雷的时区为UTC+01:00、UTC+02:00（夏令时）。

## 行政
蒙布雷的邮政编码为51500，INSEE市镇编码为51375。

## 政治
蒙布雷所属的省级选区为穆尔默隆-韦勒-香槟山县。

## 人口

1962-2008年间蒙布雷人口变化图示

蒙布雷于2022年1月1日时的人口数量为380人。